# Les P'tits Schtroumpfs (film)
 (septembre 2012).
Si vous disposez d'ouvrages ou d'articles de référence ou si vous connaissez des sites web de qualité traitant du thème abordé ici, merci de compléter l'article en donnant les références utiles à sa vérifiabilité et en les liant à la section « Notes et références ».
Pour plus de détails, voir Fiche technique et Distribution.
Les P'tits Schtroumpfs est un film d'animation américano-belge, réalisé par Peyo, William Hanna et Joseph Barbera, mettant en scène Les Schtroumpfs. Le film est une compilation des épisodes de la série animée Les P'tits Schtroumpfs, Sassette, Puppy et les Schtroumpfs et La Pierre de longue vie en quatre volets.
La bande dessinée du même nom sort l'année suivante.